# Mancomunidad de los Canales del Taibilla
La Mancomunidad de los Canales del Taibilla (MCT) es un organismo público español que se encarga de realizar los estudios, de redactar los proyectos y de ejecutar las obras e instalaciones de captación, regulación, conducción y depósitos de arranque de las distribuciones interiores para el abastecimiento de agua potable a la Base Naval y Puerto de Cartagena, de las poblaciones cuyos municipios formen parte de la Mancomunidad y de los establecimientos y entidades de carácter estatal situadas en la misma región que estos, así como la conservación, explotación, vigilancia y administración de las referidas obras e instalaciones en la parte que sean comunes a dichos abastecimientos.
Asimismo, la Ley de Medidas Fiscales, Administrativas y del Orden Social de 1998 le otorgó la potestad de incrementar, cuando considere, el suministro de agua potable a los Municipios con la finalidad de abastecer a instalaciones industriales y de servicios cuyas necesidades no se encuentren contempladas en sus dotaciones.
La Mancomunidad da servicios a 2 400 000 habitantes de las provincias de Murcia, Alicante y Albacete, superando en periodo estival los 3 millones de habitantes. Igualmente, estos se distribuyen en 11 841 km² que pertenecen a las comunidades autónomas de Castilla-La Mancha, Murcia y Valencia y dos Confederaciones Hidrográficas (Segura y Jucár). A la Mancomunidad pertenecen 80 municipios. En 2021, la MCT suministró 195,52 hm³ a dichos municipios.
El Organismo está adscrito al Ministerio para la Transición Ecológica y el Reto Demográfico, a través de la Dirección General del Agua. El máximo responsable de la Mancomunidad es el Delegado del Gobierno, que a su vez preside el Consejo de Administración de la MCT, y la gestión diaria de la Mancomunidad corresponde al Director. Actualmente, el delegado del Gobierno es Juan Francisco Cascales Salinas y el director Carlos Conradi Monner.

## Historia
Las primeras iniciativas de que se tiene noticia se remontan al siglo XVI. Ya entonces se buscan las fuentes de suministro tan lejos como Archivel, zona limítrofe con la provincia de Albacete. En el siglo siguiente, reinando Felipe IV, se trata de encauzar caudales de los ríos Castril y Guardal hacía los campos de Lorca, Murcia y Cartagena. Todos estos intentos, como los sucesivos hasta el pasado siglo, resultaron totalmente infructuosos. El tamaño y la dificultad de la empresa excedía, en mucho, las posibilidades de la época. A principios del siglo XX, años 1913 y siguientes, se inician los estudios que habían de concluir con la creación de la Mancomunidad de los Canales del Taibilla. Se contempla primero la posibilidad de los Chorros del Mundo y después del río Tabilla.
Sin embargo, la Mancomunidad fue creada años después, por Real Decreto-ley de 4 de octubre de 1927, para abastecer —debido a la escasez de recursos acuíferos— al Arsenal de Cartagena y a las poblaciones de Murcia, Cartagena y Orihuela, así como aquellas otras que solicitasen su entrada en la Mancomunidad. El principal impulsor fue el ingeniero de caminos José Eugenio Ribera, quien en 1925 redactó un anteproyecto cuya fuente de suministro era el río Taibilla, que sería el finalmente aprobado.

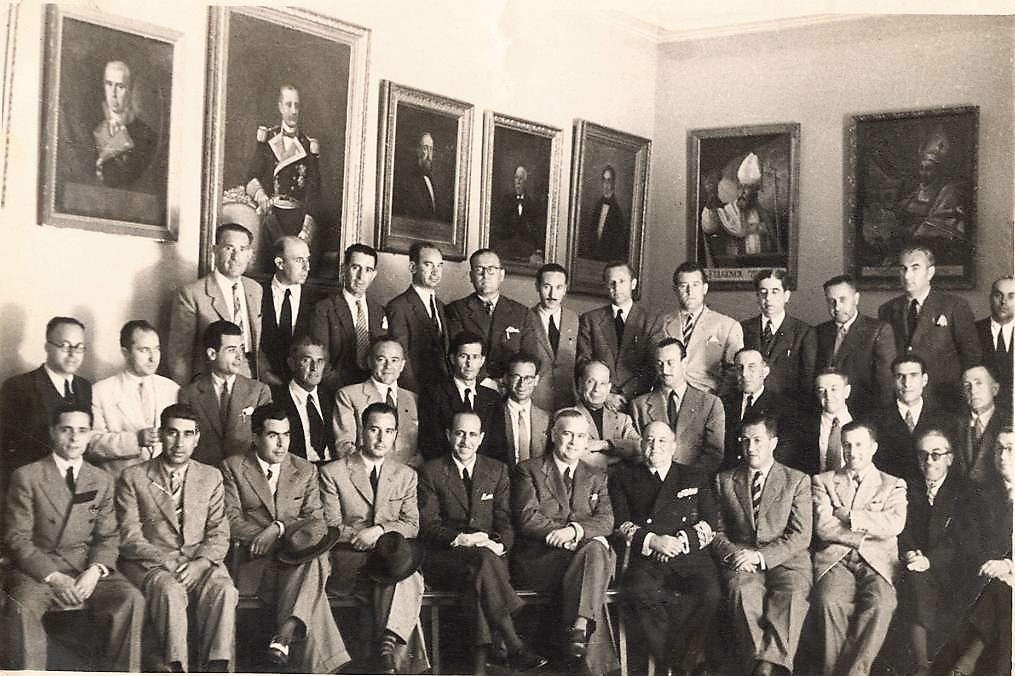
Los miembros de la Mancomunidad a finales de los años 1940.

El proyecto fue bien acogido, alcanzando la cifra de 35 municipios en 1930, sin embargo, ese mismo año se cambió la fuente de financiación que ya no sería únicamente estatal, sino que pasaría a ser financiado conjuntamente por la Base Naval, los ayuntamientos —con una situación económica deplorable— y el Estado, este último aportando apenas 2 millones de pesetas anuales. Las obras se empezaron finalmente en 1932 y se paralizaron durante la Guerra Civil. A partir de 1939 se acelera su construcción gracias a la financiación directa del Tesoro Público, y ya en 1945 era capaz de abastecer a la Base Naval y a la ciudad de Cartagena. Precisamente en 1946 se lleva a cabo una profunda reforma del organismo, creando el Consejo de Administración y otorgándole plena personalidad jurídica distinta de la del Estado.
A partir del año 1967 se inicia el primer periodo deficitario de recursos por insuficiencia de los caudales aportados por el río Taibilla, haciéndose preciso la incorporación creciente de volúmenes del río Segura con carácter provisional. Se produce entonces el primer trasvase Tajo-Segura.  En 1978 se ponen en servicio los nuevos canales de Murcia y Alicante con aguas procedentes del Tajo tratadas en las correspondientes potabilizadoras. En 1980 se integra el municipio de Santomera, segregado del de Murcia. En marzo de 1981 llegan a los depósitos de Cartagena aguas del mismo origen a través de un nuevo canal que discurre paralelo a la costa redotando a todos los núcleos desde Guardamar a Cartagena. En el año 2002 se incorpora Aledo, elevando a 77 los municipios incorporados a la Mancomunidad.
A partir del año 2000 se inicia el segundo periodo deficitario de recursos por insuficiencia de los caudales del río Taibilla y la dotación legal máxima del Trasvase Tajo-Segura para atender la creciente demanda originada por el desarrollo económico e incremento de la población, que en 25 años se había duplicado. Se hacen precisas aportaciones extraordinarias de las cuencas del Segura y del Júcar.
En 2005 se incorporan los municipios de Aspe y Hondón de las Nieves y, en 2013, el último de los municipios en incorporarse, Hondón de los Frailes, haciendo un total de 80.

## Órganos de gobierno
De acuerdo al Real decreto de 30 de octubre de 1976 que desarrolla su estructura, los órganos de gobierno de la MCT son tres: el Delegado del Gobierno, el Consejo de Administración y el director de la Mancomunidad. La Ley de 27 de abril de 1946 desarrolla en profundidad estos órganos:

### Delegado del Gobierno
El Delegado del Gobierno representa oficialmente a la Mancomunidad y se encarga de la tramitación de sus acuerdos y la relación oficial con el Ministerio para la Transición Ecológica, autorizar los gastos aprobados y ordenar los pagos autorizados. Además, tiene derecho de veto suspensivo de los acuerdos del Consejo y Comité, elevándolo a resolución definitiva de dicho Ministerio. El Delegado del Gobierno es nombrado por Real Decreto, aprobado en Consejo de Ministros a propuesta del Ministerio competente.

### Consejo de Administración
El Consejo de Administración de la Mancomunidad de los Canales del Taibilla es un órgano que posee «plena personalidad jurídica y distinta de la del Estado en el ejercicio de las funciones» y «disfruta de autonomía administrativa y económica», si bien está intervenida su actuación en los aspectos financiero y contable, por un Delegado de la Intervención General de la Administración del Estado. El Consejo rige y administra los correspondientes servicios y tiene la facultad de adquirir, poseer, enajenar y permutar toda clase de bienes, puede celebrar subastas, consursos y destajos para la ejecución de obras, adquirir materiales y establecer instalaciones de acuerdo con las disposiciones vigentes para la contratación de obras públicas.
El Consejo es presidido por el Delegado del Gobierno y constituido por una serie de representantes oficiales de diversos sectores de la Administración General del Estado y miembros de su Comité Ejecutivo, y un representante de cada uno de los Ayuntamientos mancomunados y entidades públicas abastecidas.

#### Comité Ejecutivo
Por delegación del Consejo actúa un Comité Ejecutivo constituido por los representantes oficiales, los Alcaldes de Murcia, Alicante, Cartagena, Lorca y dos de los representantes de los demás Ayuntamientos.

### Director
El director asume la Jefatura de los Servicios Técnico y Administrativo de la Mancomunidad y la propuesta con arreglo a las plantillas aprobadas para el nombramiento y separación del que no figure en los mismos, así como otras funciones que le den las disposiciones reglamentarias. El director, con rango de subdirector general, es nombrado por el director general del Agua de acuerdo con las previsiones de la plantilla orgánica.

## Recursos
Desde su creación en 1927, la principal fuente de recursos hídricos provino del río Taibilla. Debido al incremento en la demanda, el Organismo ha tenido que ampliar sus fuentes de recursos a los trasvases de los ríos Tajo y Segura (que se han disminuido notablemente debido a las sequías) y, en época más reciente, a la desalinización. De forma extraordinaria, la MCT obtiene recursos de otras fuentes. En 2018, la MCT gestionó 195,03 hm³, un 0,71% más que el año anterior.

### Río Taibilla
El río Taibilla ha sido la fuente principal de recursos del Organismo desde su creación; sin embargo, la evolución climática ha hecho que esta importancia disminuyese. En concreto, en el año 2018 el Taibilla aportó el 24% de los recursos hídricos (48 hm³), lo que supone una reducción del 9% respecto al año anterior.

### Trasvase Tajo-Segura
Otra importante fuente de recursos son los trasvases que se realizan entre los ríos Tajo y Segura desde el año 1978. Este recurso está sometido a importantes trabas administrativas pues necesita la autorización del Departamento ministerial competente en la materia (actualmente el Ministerio para la Transición Ecológica y el Reto Demográfico). En 2018, tras once meses sin aportar ningún recurso por parte de esta actividad, la MCT recibió 50,64 hm³ (25% del total).

### Desalinización
La tercera fuente corresponde a la desalinización, convirtiéndose en 2018, por primera vez, en la principal fuente de recursos hídricos. Así, en 2018 este proceso aportó 92,9 hm³.
La producción de agua potable a través del proceso de desalinización se hace a través de plantas desalinizadoras, oficialmente llamadas Instalaciones Desaladoras de Agua de Mar (IDAM), que en el caso de la MCT son siete plantas; cuatro las gestiona la MCT y las otras tres pertenecen a la empresa pública Aguas de las Cuencas Mediterráneas (ACUAMED).
| Nombre        | Municipio             | Producción (2018) | Ref.     |
| IDAM MCT      | IDAM MCT              | IDAM MCT          | IDAM MCT |
| ------------- | --------------------- | ----------------- | -------- |
| San Pedro I   | San Pedro del Pinatar | 22,96 hm³         | [ 12 ]   |
| San Pedro II  | San Pedro del Pinatar | 17,78 hm³         | [ 12 ]   |
| Alicante I    | Alicante              | 12,65 hm³         | [ 12 ]   |
| Alicante II   | Alicante              | 10,32 hm³         | [ 12 ]   |
| IDAM ACUAMED  |                       |                   |          |
| Torrevieja    | Torrevieja            | 20,04 hm³         | [ 12 ]   |
| Valdelentisco | Isla Plana            | 7,9 hm³           | [ 12 ]   |
| Águilas       | Águilas               | 1,23 hm³          | [ 12 ]   |

### Extraordinarios
A lo largo de la historia de la Mancomunidad, han existido tres periodos deficitarios: 1967-1978; 2000-2008 y desde 2012 hasta ahora. Esto significa que durante estos periodos las aportaciones realizadas por las fuentes ordinarias de recursos no han sido suficientes para satisfacer la demanda, lo que ha provocado que se haya tenido que recurrir a recursos extraordinarios.
El actual y tercer periodo, iniciado en 2012, tiene como característica el creciente protagonismo de la desalinización, lo que ha permitido recurrir en menor medida a estos recursos extraordinarios. Debido a esto, en 2018 estos recursos han resultado de 3,6 hm³ frente a los 19,3 hm³ del año anterior.

## Listas de altos cargos

### Delegados del Gobierno
Desde su creación, estos han sido los delegados del Gobierno:
| N.º | Nombre                               | Mandato              |
| --- | ------------------------------------ | -------------------- |
| 1   | Juan Bautista Aznar-Cabañas          | abril-noviembre 1928 |
| 2   | José Rivera Álvarez de Canero        | 1928-1930            |
| 3   | Antonio Magaz, marqués de Magaz      | 1930-1931            |
| 4   | Ángel Cervera y Jácome               | abril-agosto 1931    |
| 5   | Juan Cervera Valderrama              | 1931-1936            |
| 6   | José María Gámez y Fossi             | marzo-junio 1936     |
| 7   | Francisco Márquez y Román            | julio de 1936        |
| 8   | Antonio Ruiz González                | 1936-1937            |
| 9   | Carlos Bernal García                 | enero-marzo 1939     |
| 10  | Francisco Moreno Fernández           | abril-agosto 1939    |
| 11  | Ramón Agacino Armas                  | 1939-1940            |
| 12  | Rafael Estrada Arnaiz                | 1940-1941            |
| 13  | Francisco Bastarreche Díez de Bulnes | 1941-1962            |
| 14  | Luciano de la Calzada y Rodríguez    | 1962-1974            |
| 15  | José Yusti Pita                      | 1974-1978            |
| 16  | Juan Carlos Muñoz-Delgado y Pintó    | 1978-1982            |
| 17  | Manuel Manso Quijano                 | 1982-1983            |

| N.º | Nombre                                 | Mandato             |
| --- | -------------------------------------- | ------------------- |
| 18  | Ángel Liberal Lucini                   | 1983-1984           |
| 19  | Miguel Morado Aguirre                  | 1984-1987           |
| 20  | Eduardo Vila Corpas                    | 1987-1988           |
| 21  | Jaime de Inclán y Giraldo              | 1988-1990           |
| 22  | Pedro Regalado Aznar                   | marzo-junio de 1990 |
| 23  | Miguel García de Lomas Ristori         | 1990-1994           |
| 24  | Justino Antón Pérez-Pardo              | 1994-1998           |
| 25  | Adolfo Baturone Santiago               | 1998-2000           |
| 26  | José Antonio Zea Salgueiro             | 2000-2002           |
| 27  | Luis Roca Ramírez                      | 2002-2004           |
| 28  | Mario Rafael Sánchez-Barriga Fernández | enero-mayo de 2004  |
| 29  | Antonio León Martínez-Campos           | 2004-2006           |
| 30  | Isidoro Carrillo de la Orden           | 2006-2010           |
| 31  | Adolfo Gallardo de Marco               | 2012-2018           |
| 32  | Francisca Baraza Martínez              | 2018-2024           |
| 33  | Juan Francisco Cascales Salinas        | 2024-presente       |

### Directores
Estos han sido los directores desde 1927:
| N.º | Nombre                               | Mandato       |
| --- | ------------------------------------ | ------------- |
| 1   | Agustín Martin-Montalvo y Gurrea     | 1927-1936     |
| 2   | Rafael de la Cerda y de las Bárcenas | 1939-1964     |
| 3   | Julián Pradera Pradera               | 1964-1973     |
| 4   | Antonio Nieto Llobet                 | 1973-1986)    |
| 5   | Isidoro Carrillo de la Orden         | 1986-2006     |
| 6   | Joaquín Salinas Campello             | 2006-2008     |
| 7   | Andrés Martinez Frances              | 2009-2014     |
| 8   | Carlos Conradi Monner                | 2014-presente |